# Półwysep Bretoński

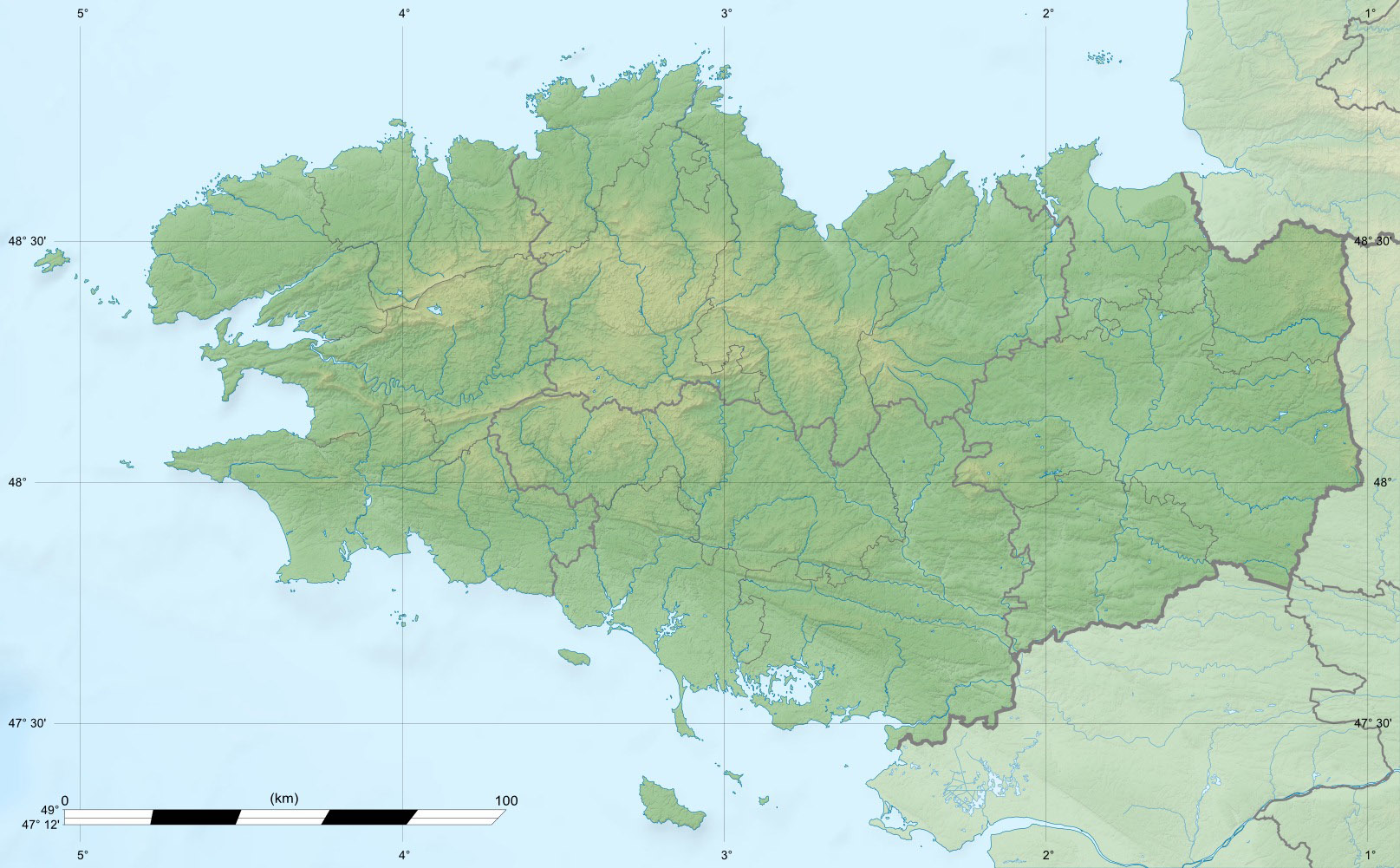
Mapa Półwyspu Bretońskiego

Półwysep Bretoński – półwysep położony w zachodniej części Francji, stanowi najbardziej wysuniętą na zachód część tego kraju. Od północy oblewają go wody kanału La Manche, a od południa – otwarte wody Oceanu Atlantyckiego. Jego powierzchnia wynosi około 24 tys. km². 
Wnętrze półwyspu zajmują niewysokie wzgórza (do 384 m n.p.m.), stanowiące pozostałość hercyńskiego Masywu Armorykańskiego. Wybrzeża typu riasowego są skaliste. Półwysep położony w strefie klimatu morskiego otrzymuje bardzo duże ilości opadów – do 1500 mm rocznie. Stąd też jego wnętrze zajmują liczne wrzosowiska i torfowiska. 
Półwysep obejmuje historyczną krainę Bretanii, którą zamieszkuje głównie ludność pochodzenia celtyckiego. Posługuje się ona jeszcze częściowo językiem bretońskim. Ludność skupiona jest głównie na wybrzeżu, a największe miasta to: Brest, Nantes i Rennes. Podstawowym miejscem zatrudnienia ludności jest rybołówstwo i rolnictwo. Mniejsze znaczenie odgrywa przemysł. Wzrasta za to znaczenie turystyki, znajdują się tu popularne kąpieliska morskie: Saint-Malo, Morlaix, Roscoff czy Douarnenez. 
Charakterystyczne dla krajobrazu bretońskiego są tzw. bocages czyli żywopłot oddzielające łąki i pastwiska.